# Irena Homola-Skąpska
Irena Homola-Skąpska (12. ledna 1929 Krakov – 4. března 2017 Krakov) byla polská historička.

## Publikace
- Mikołaj Zyblikiewicz (1823-1887) (1964)
- "Kwiat społeczeństwa...": (struktura społeczna i zarys położenia inteligencji krakowskiej w latach 1860-1914) (1984)
- Biografistyka w twórczości naukowej Stefana Kieniewicza (1993)
- Józef Dietl i jego Kraków (1993)
- Wspomnienie o Emanuelu Rostworowskim jako redaktorze Polskiego Słownika Biografcznego (1995)
- W salonach i traktierniach Krakowa: przemiany w środowisku społecznym Krakowa lat 1795-1846 (2000)